# CSIRT.CZ
CSIRT.CZ je česká varianta bezpečnostního uskupení typu CSIRT (z angl. Computer Security Incident Response Team – „Skupina pro reakci na počítačové bezpečnostní události“), jež má za úkol řešit bezpečnostní události (incidenty) v počítačových sítích provozovaných na celém území Česka. Jelikož však bezpečnostní incidenty často překračují hranice států, je nevyhnutelná i mezinárodní spolupráce. CSIRT.CZ proto spolupracuje s celosvětovou sítí týmů CSIRT/CERT (Computer Emergency Response Team – „Skupina pro reakci na počítačový stav nouze“) a na evropské i celosvětové úrovni se pravidelně podílí na přípravě i realizaci bezpečnostních řešení a doporučování vhodných přístupů pro boj s hrozbami v kyberprostoru. 

## Vznik týmu
CSIRT.CZ byl ustanoven na základě podpisu memoranda mezi Ministerstvem vnitra České republiky (MV ČR) a sdružením CZ.NIC (správcem domény .cz), ke kterému došlo 16. prosince 2010. Správce domény .cz tímto převzal agendu Národního bezpečnostního týmu od akademického sdružení CESNET; to jej provozovalo jako součást výzkumného grantu od roku 2008. Memorandum s MV ČR nahradilo 1. října 2012 nové ustanovení, tentokrát uzavřené s Národním bezpečnostním úřadem (NBÚ).

## Úkoly
Cílem bezpečnostního týmu je řešit a koordinovat řešení bezpečnostních incidentů v České republice. Důležitou součástí práce týmu je osvětová činnost v oblasti kybernetické bezpečnosti a informování o aktuálních hrozbách. CSIRT.CZ se podílí také na vzdělávacích aktivitách určených jak pro soukromý, tak pro veřejný sektor. Kromě toho působí CSIRT.CZ jako styčné místo pro hlášení bezpečnostních událostí týkajících se českých sítí.

### Hlášení bezpečnostních událostí
Při hlášení bezpečnostních incidentů platí určitá pravidla. CSIRT.CZ neposkytuje asistenční služby spojené s běžným používáním počítače a Internetu na straně koncových uživatelů. V případě, že má uživatel podezření na narušení bezpečnosti, měl by se obrátit na správce své sítě nebo svého počítače a s ním tuto záležitost řešit. Správci sítě by v případě útoku, kterému nemohou zabránit, měli kontaktovat administrátory nadřazené sítě nebo svého poskytovatele internetových služeb. 
CSIRT.CZ plní roli až poslední instance, na kterou se lze obrátit v případě útoku. Konkrétní případy, v nichž může CSIRT.CZ pomoci, jsou k dispozici na oficiálním webu. Informace o hlášených incidentech předává CSIRT.CZ osobám odpovědným za chod sítě nebo služby, která je zdrojem řešené bezpečnostní události. 

## Ostatní bezpečnostní týmy v Česku
Kromě CSIRT.CZ působí v ČR i další týmy oficiálně uznané mezinárodní infrastrukturou CERT/CSIRT týmů a zveřejněné v seznamu na stránkách úřadu Trusted Introducer. Některé nekomerční z celkem 47 týmů (k březnu 2020) jsou např.:
- CZ.NIC-CSIRT – dohled nad sítí provozovanou sdružením CZ.NIC
- CESNET-CERTS – dohled nad sítí národního výzkumu a vzdělávání, kterou provozuje sdružení CESNET
- CSIRT-MU – dohled nad sítí Masarykovy univerzity v Brně
- CSIRT-VUT Archivováno 28. 11. 2020 na Wayback Machine. – dohled nad sítí Vysokého učení technického v Brně
- GOVCERT.CZ – neboli NCKB, dohlížející na sítě vlády ČR, kritické státní infrastruktury a orgánů veřejné správy